# Otakar Antoň Funda
Otakar Antoň Funda (* 13. září 1943 Praha) je český filosof, religionista, překladatel, vysokoškolský učitel a bývalý evangelický farář.

## Studium a akademická kariéra
Roku 1965 vystudoval protestantskou teologii na Komenského evangelické bohoslovecké fakultě v Praze. Externě poté studoval na Filozofické fakultě UK v Praze. Na postgraduální studium odešel do Basileje, kde studoval na Filozofické a Teologické fakultě. Jeho disertační práce nesla název T. G. Masaryk, sein philosophisches, religiöses und politisches Denken u prof. M. Geigera. Komunistické úřady však nechtěly nostrifikovat Fundův basilejský doktorát, tudíž byl nucen, i přes značné obtíže, promovat znovu roku 1981 na Komenského evangelické bohoslovecké fakultě (u prof. A. Molnára), tentokrát prací Eirenaiovo učení o recapitulatio.
V roce 1975 „podal Funda habilitační práci na Komenského evangelické bohoslovecké fakultě v Praze, pod názvem Myšlení o víře a myšlenky víry“. Avšak nebyl teologicky a politicky poplatný tehdejšímu směru českého protestantismu J. L. Hromádky „a svou koncepcí demytologizace a existenciální interpretace křesťanské víry vyvolal řadu polemik v českém protestantismu“. Jeho habilitační práce byla komunistickým režimem odmítnuta. V roce 1990, když již nebylo školství v područí komunistického režimu, mohl být habilitován na Husitské teologické fakultě UK v oboru filosofie náboženství. Předsedou habilitační komise byl prof. dr. Zdeněk Kučera, děkan fakulty.
Na návrh Filosofické fakulty Masarykovy univerzity v Brně byl 5. června 2003 prezidentem republiky V. Klausem jmenován profesorem pro obor filosofie.
V letech 1994 až 2009 přednášel filosofii a religionistiku na Pedagogické fakultě Univerzity Karlovy, kde zastával i post proděkana pro vědu. 
Od roku 1995 působí také na Západočeské univerzitě v Plzni, kde vyučuje předměty z etiky, filozofie a religionistiky jako Dějiny náboženství, Etické problémy či Antická a středověká filozofie.
Od roku 2003 působil na dnes již neexistující Literární akademii Josefa Škvoreckého. 
Podle rozhlasových vzpomínek Karla Vepřeka Funda později revidoval svou cestu víry a dospěl k humanistickému ateismu a logickému neooositivismu.